# Heliocopris coronatus
Heliocopris coronatus là một loài bọ cánh cứng trong họ Bọ hung (Scarabaeidae).